# دهوک تپیالیان
دهوک تپیالیان (به انگلیسی: Dhok Tapialian) یک شهر در پاکستان است که در اسلام‌آباد واقع شده‌است. دهوک تپیالیان ۵۷۸ متر بالاتر از سطح دریا واقع شده‌است.